# Processo Borsellino quater
Il processo "Borsellino quater" è un processo relativo ai fatti della strage di via D'Amelio, compiuta per uccidere il giudice Paolo Borsellino e gli agenti della sua scorta; fu celebrato a Caltanissetta in Corte d'Assise, presieduta dal giudice Antonio Balsamo.
I PM di Caltanissetta Sergio Lari, Domenico Gozzo, Stefano Luciani e Gabriele Paci rappresentano l'accusa al processo, nel quale sono indagati, tra gli altri, Salvatore Madonia e Vittorio Tutino, Vincenzo Scarantino, Francesco Andriotta e Calogero Pulci.

## Storia
Nel giugno 2008 Gaspare Spatuzza (ex mafioso di Brancaccio) iniziò a collaborare con la giustizia e si autoaccusò del furto della Fiat 126 utilizzata nella strage di via D'Amelio, smentendo la versione data dai collaboratori di giustizia Scarantino e Candura: in particolare Spatuzza dichiarò di avere compiuto il furto dell'auto la notte dell'8 luglio 1992 (dieci giorni prima dell'attentato) insieme al suo sodale Vittorio Tutino, su incarico di Cristofaro Cannella e Giuseppe Graviano (capo della Famiglia di Brancaccio); Spatuzza riferì anche che portò l'auto rubata nell'officina di tale Maurizio Costa (dove vennero riparati i freni e la frizione danneggiati) e poi il 18 luglio (il giorno prima della strage) in un altro garage vicino a via d'Amelio, dove Lorenzo Tinnirello e Francesco Tagliavia provvidero a preparare l'innesco e l'esplosivo all'interno dell'auto. In seguito a queste dichiarazioni, la Procura di Caltanissetta riaprì le indagini sulla strage di via d'Amelio: nel 2009 gli ex collaboratori di giustizia Scarantino, Candura e Andriotta dichiararono ai magistrati di essere stati costretti a collaborare dal questore Arnaldo La Barbera e dal suo gruppo investigativo, che li sottoposero a forti pressioni psicologiche, maltrattamenti e minacce per spingerli a dichiarare il falso, mentre l'ex collaboratore Calogero Pulci sostenne di avere agito di sua iniziativa perché, a suo dire, voleva aiutare gli inquirenti.
Nell'aprile 2011 anche Fabio Tranchina (ex uomo di fiducia di Giuseppe Graviano) iniziò a collaborare con la giustizia, confermando le dichiarazioni di Spatuzza: infatti Tranchina riferì che una settimana prima della strage aveva compiuto due appostamenti in via d'Amelio insieme a Graviano, il quale gli chiese anche di procurargli un appartamento nelle vicinanze ma poi gli disse che aveva deciso di piazzarsi nel giardino dietro un muretto in fondo a via d'Amelio per azionare il telecomando che provocò l'esplosione. Per queste ragioni, il 27 ottobre dello stesso anno la Corte d'assise d'appello di Catania dispose la sospensione della pena per Salvatore Profeta (morto nel 2018), Natale Gambino, Giuseppe La Mattina, Giuseppe Urso, Cosimo Vernengo, Gaetano Murana, Gaetano Scotto e Vincenzo Scarantino, che erano stati condannati nei processi "Borsellino uno" e "Borsellino bis".
Il 13 marzo 2013 il giudice dell'udienza preliminare di Caltanissetta condannò con il rito abbreviato i collaboratori Spatuzza e Tranchina rispettivamente a quindici e dieci anni di carcere per il loro ruolo avuto nella strage, mentre l'ex collaboratore Salvatore Candura venne condannato a dodici anni per calunnia aggravata; qualche giorno dopo si aprì il quarto processo per la strage di via d'Amelio (denominato "Borsellino quater"), che vedeva imputati Vittorio Tutino, Salvatore Madonia e gli ex collaboratori Vincenzo Scarantino, Francesco Andriotta e Calogero Pulci.

## Le udienze del processo
Il 10 ottobre 2013 Salvatore Candura afferma: "Mi massacrano, mi fracassarono. Un poliziotto mi fece sbattere la testa a terra mentre io piangevo", "Sarò la tua ossessione, mi diceva Arnaldo La Barbera. Ti farò dare l'ergastolo. Ti incastrerò perché ho le prove." e "Io continuavo a proclamarmi innocente. Con il furto della 126 non c'entravo nulla così come non c'entravo nulla con l'accusa di violenza sessuale. Ero un galantuomo e mai e poi mai avrei potuto abusare di una ragazza così come non sapevo nulla di quella 126."
Il 19 novembre 2013 il funzionario di polizia Luca Burriesci ricorda: "pochi giorni dopo la strage di via d'Amelio, il dottore Genchi mi chiese se avessi notato qualcosa di strano all'Utveggio e se avessi visto movimenti di apparecchiature elettroniche, ma dissi che non avevo notato mai nulla di strano fatta eccezione per un furgone della manutenzione telefonica che una volta mi aveva bloccato l'auto."
Il 3 dicembre 2013 Salvatore La Barbera dice, a proposito di Gioacchino Genchi: "aveva un canale diretto con Arnaldo La Barbera e si occupò delle interferenze sulle linee telefoniche dei familiari di Borsellino. Ricordo che quando si interruppero i rapporti fra Genchi e La Barbera i rumor in ufficio dicevano che c'erano stati screzi sull'esito della consulenza… chiacchiere".
Il 21 gennaio 2014 il procuratore aggiunto Ilda Boccassini afferma: "Quando arrivai a Caltanissetta da parte di tutti c'erano perplessità rispetto alla caratura del personaggio Vincenzo Scarantino. Ricordo perfettamente che si trattava di dubbi nutriti non solo dai magistrati ma anche dagli investigatori." e, a proposito di Gioacchino Genchi: "aveva un atteggiamento non istituzionale. Avevo notato in lui un certo gusto che andava oltre lo spunto investigativo. Voleva acquisire troppo e ci propose di indagare su Giovanni Falcone, sui suoi viaggi e sulle carte di credito."
Il 28 gennaio 2014 l'ex ministro degli Interni Vincenzo Scotti dice: "Dalla fine del 1991 c'erano delle informative, raccolte dalle forze di polizia e dai servizi segreti, secondo le quali ci sarebbe stata una campagna stragista, avendo ad oggetto uomini delle istituzioni. Venivano indicati attentati anche nei confronti di uomini politici, in particolare democristiani e socialisti."
L'11 febbraio 2014 il procuratore di Messina, Guido Lo Forte, dice: "Borsellino sicuramente aveva un'agenda, non ricordo il colore, dove spesso, nel corso della giornata, annotava degli appunti."
Il 1º aprile 2014 Vincenzo Scarantino dice: "Chiedo scusa ai familiari delle vittime e alle persone offese. Tante volte ho cercato di dire la verità. Ho detto che quelli che mi hanno condotto a mentire sono stati La Barbera, Bo, Giampiero Valenti e Mimmo Militello e mi spiace perché ogni volta devo essere giudicato come il carnefice." e "Ho sempre detto che della strage non so niente e che mi hanno indotto a fare le dichiarazioni. Finché avrò ultimo respiro cercherò di difendermi per togliere ogni dubbio della mostruosità che mi hanno addossato." "Mi hanno distrutto la vita sono 22 anni che non vivo più, sono chiuso in isolamento e spero in Dio che esca la verità. Sono stato picchiato davanti ai miei figli e mia moglie mi hanno anche puntato la pistola addosso."
Il 22 aprile 2014 l'ex presidente del Consiglio Giuliano Amato dice "A me nessuno ha parlato di trattativa. Non perché non si possa trattare ma con un'organizzazione criminale infiltrata anche nel sistema politico e amministrativo è da escludere. In ogni caso, se l'avessi saputo, l'avrei interrotta."
Il 26 maggio 2014 Pietro Romeo afferma: "Siccome c'era stato l'arresto di Pasquale Di Filippo, c'era stato che Pasquale Di Filippo aveva... aveva fatto arrestare diciamo Nino Mangano, Bagarella... un giorno di questi si parlava e... però io ero lì perché io non... non ci commentavo mai perché sono state fatte queste stragi, perché sono state fatte. Giuliano gli ha detto a Spatuzza, dice: "Ma... ma il politico che... chi è il politico che ha fatto mettere queste bombe qua? Andreotti o Berlusconi?" e Spatuzza ha detto... dice: "Berlusconi, quello di canale cinque"."
Il 29 maggio 2014 il collaboratore di giustizia Ciro Vara dice: "Piddu Madonia mi disse che in ogni provincia dovevano esserci due soggetti che facessero parte della massoneria, mi aveva chiesto di farne parte ma io stupidamente rifiutai, altrimenti ora chissà quante cose belle avrei potuto dire."
Il 14 luglio 2014 Fausto Cardella, procuratore dell'Aquila, dice: "Sapevamo che Borsellino aveva una borsa ma non sapevamo dove era finita. La trovarono, abbandonata su una poltrona, a Palermo, nell'ufficio del capo della Squadra Mobile, Arnaldo La Barbera. Posso escludere che al suo interno ci fosse l'agenda rossa".
Tutte le udienze, in formato audio, sono disponibili con la trascrizione del testo all'interno dell'archivio online di Radio Radicale.